# Mikako Komatsu
Mikako Komatsu (小松 未可子?, Komatsu Mikako; Kuwana, 11 novembre 1988) è un'attrice, doppiatrice e cantante giapponese.
Come doppiatrice, è affiliata alla Hirata Office. Come cantante, invece, alla King Records (Starchild) e, dal 2016, alla Toy's Factory.

## Ruoli

### Anime
2010
- Heroman - Joseph Carter "Joey" Jones
- Shinryaku! Ika Musume - Tanaka

2011
- Gosick - Ian Musgrave (ep. 13, 15)
- Hanasaku iroha - Shiho (ep. 14-15); studentessa A (ep. 26); studentessa A D (ep. 20); studentessa A F (ep. 19)
- Last Exile: Fam, the Silver Wing - Elio
- Wandering Son - Studentessa A
- Yu-Gi-Oh! Zexal - Tori Meadows/Kotori Mizuki

2012
- Mōretsu Pirates - Marika Kato
- Girls und Panzer - Saki (ep. 12)
- High School DxD - Momo Hanakai (ep. 7)
- K - Neko
- Natsuiro Kiseki - Keita
- Oda Nobuna no yabō - Naotaka Magara (ep. 10-12)
- Sengoku Collection - Itō Ittōsai (ep. 5)
- Senki zesshō Symphogear - Kuriyo Ando; studentessa B
- Tari Tari - Yang
- Yu-Gi-Oh! Zexal II - Tori Meadows/Kotori Mizuki

2013
- Pretty Rhythm: Rainbow Live - Ito Suzuno
- Gundam Build Fighters - Sei Iori
- Kami-sama no inai nichiyōbi - Ulla Euleus Hecmatika
- Nagi no asukara - Miuna Shiodome
- Oregairu - Saika Totsuka

2014
- Aldnoah.ZERO - Inko Amifumi
- Akame ga Kill! - Sayo
- Ao haru ride - A un passo da te - Shūko Murao
- Wolf Girl & Black Prince - Aki Tezuka
- Soul Eater Not! - Eternal Feather
- Sora no method - Shione Togawa
- Nisekoi - Seishirō Tsugumi[2]
- Magica Wars - Suzuka Kamiki
- Momo Kyun Sword - Kaguya
- Pokémon Mega Evolution Special - Manon

2015
- Aldnoah.ZERO 2nd - Inko Amifumi
- Kōfuku Graffiti - Shiina
- Junketsu no Maria - Priapos
- Plastic Memories - Andie
- Nisekoi: - Seishirō Tsugumi
- Oregairu. Zoku - Saika Totsuka
- Aoharu × Kikanjū - Hotaru Tachibana
- Ushio e Tora - Asako Nakamura
- Overlord - Lupusregina β
- Gangsta. - Ginger
- Ajin - Demi Human - Izumi Shimomura

2016
- Classicaloid - Kanae Otowa[3]
- Akagami no Shirayukihime 2 - Eugena Shenazard
- Hai to gensō no Grimgar - Yume
- Kono bijutsu-bu ni wa mondai ga aru! - Shizuka
- Ajin - Demi Human - Izumi Shimomura
- Taboo Tattoo - Bluezy Fluezy (Izzy)

2017
- Atom: The Beginning - Motoko Tsutsumi
- Eromanga-sensei - Ayame Kagurazaka
- Fūka - Sara Iwami[4]
- Houseki no kuni - Land of the Lustrous - Cinnabar
- Itsudatte bokura no koi wa 10 cm datta. - Shōta (ep. 4)
- Children of the Whales - Ginshu
- Sakura Quest - Sanae Kōzuki
- Shōwa Genroku rakugo shinjū: Sukeroku futatabi-hen - Shinnosuke

2018
- A Place Further Than the Universe - Honami Yasumoto
- Ghost Inn - La locanda di Yuna - Oboro Shintō
- Love To-Lie-Angle - Yū Tsukishiro

2019
- Star Twinkle Pretty Cure - Madoka Kaguya/Cure Selene

2020
- Arte - Arte Spalletti
- Eizōken ni wa te o dasu na! - Sowande Sakaki
- Hanyō no yashahime - Setsuna
- Jujutsu kaisen - Sorcery Fight - Maki Zen'in
- Dragon Quest: L'avventura di Dai - Maam

2021
- That Time I Got Reincarnated as a Slime - Tiss
- Tsuki to Raika to Nosuferatu - Roza Plevitskaya

2022
- Fuuto PI - Akiko Narumi
- The Maid I Hired Recently is Mysterious - Fujisaki[5]

2023
- KamiKatsu - Liche[6]

2024
- Sand Land: The Series - Anne

2025
- I'm the Evil Lord of an Intergalactic Empire! - Christiana Leta Rosebreyer[7]
- CITY the Animation - Midori Nagumo

### OAV
2012
- Code Geass: Akito the Exiled - Kate Novak

2021
- That Time I Got Reincarnated as a Slime - Tiss

### Film
2011
- Towa no Quon - Yūma

2013
- Il giardino delle parole - Aizawa

2014
- Pretty Rhythm All Star Selection: Prism Show☆Best Ten - Ito Suzuno

2019
- Demon Slayer - Susamaru[8]
- Eiga Pretty Cure Miracle Universe - Madoka Kaguya/Cure Selene
- Eiga Star Twinkle Pretty Cure - Hoshi no uta ni omoi wo komete - Madoka Kaguya/Cure Selene

2020
- Eiga Pretty Cure Miracle Leap - Minna to no fushigi na 1-nichi - Madoka Kaguya/Cure Selene

2021
- Jujutsu kaisen 0 - Il film - Maki Zen'in

### Videogiochi
2010
- Hyperdimension Neptunia - Tekken

2011
- Hyperdimension Neptunia Mk2 - Tekken

2012
- Hyperdimension Neptunia Victory - Tekken

2013
- Super Robot Wars UX - Joseph "Joey" Carter Jones

2014
- Granblue Fantasy - Morrigna, Syr, Tristette, Maki Zenin
- Hyrule Warriors - Linkle
- The Awakened Fate Ultimatum - Mariel Soraumi

2015
- Tales of Zestiria - Rose
- Dragon Quest Heroes: L'albero del mondo e le radici del male - Juliette
- Fate/Grand Order - Lancer/Valkyrie Hildr, Caster/Xuanzang Sanzang, Lancer/Caenis

2016
- Etrian Odyssey V: Beyond the Myth - Ramus
- Yu-Gi-Oh! Duel Links - Tori Meadows

2017
- Danganronpa V3: Killing Harmony - Tsumugi Shirogane
- Tales of the Rays - Rose
- Super Bomberman R - Pink Bomberman
- Blue Reflection - Shihori Sugamoto
- Azur Lane - MNF Gascoigne, USS Sims
- Radiant Historia: Perfect Chronology - Nemetia
- Nights of Azure 2: Bride of the New Moon - Ruenheid Ariarhod

2018
- Sword Art Online: Fatal Bullet - Clarence
- Princess Connect! Re:Dive - Makoto
- Dragalia Lost - Nobunaga
- Onimusha: Warlords HD - Kaede

2019
- Pokémon Masters EX - Perula
- Ys IX: Monstrum Nox - White Cat

2020
- Trials of Mana - Ries
- Tales of Crestoria - Rose
- Genshin Impact - Mavuika

2021
- Demon Slayer -Kimetsu no Yaiba- The Hinokami Chronicles - Susamaru

2022
- The King of Fighters XV - B. Jenet
- Echoes of Mana - Ries
- Goddess of Victory: Nikke - Centi

2023
- 404 GAME RE:SET - Thunder Blade
- Honkai: Star Rail - Feixiao
- Infinity Strash - Dragon Quest: The Adventure of Dai - Maam

2024
- Jujutsu Kaisen Cursed Clash - Maki Zenin
- Rise of the Ronin - Sana Chiba
- Sand Land (videogioco) - Ann
- Demon Slayer -Kimetsu no Yaiba- Sweep the Board! - Susamaru
- Farmagia - Nares

2025
- Atelier Yumia: The Alchemist of Memories & the Envisioned Land - Nina Friede
- Fatal Fury: City of the Wolves - B. Jenet